# حسین رضاعی
حسین رضاعی (۱۲۸۳–۱۳۷۲ تهران) نویسنده، پزشک، استاد دانشگاه و از پیشگامان علم روان‌پزشکی نوین در ایران است. او بیمارستان روانپزشکی رضائی‌ را بنیاد نهاد که تاکنون به عنوان آسایشگاه بیماران روانی،  فعالیت دارد.

او پدر بزرگ کریستف رضاعی آهنگ‌ساز و نوازنده پیانو است.

## زندگی‌نامه
حسین رضاعی در ۱۲۸۳ شمسی به دنیا آمد. تحصیلات ابتدایی و متوسطه را در دبستان ثروت (ایرانشهر کنونی) و مدرسه دارالفنون به پایان رساند و پس از اتمام تحصیلات عالیه مدرسه طب، در همان سال همراه با دانشجویان اعزامی برای تکمیل تحصیلات پزشکی به اروپا اعزام و در دانشکدهٔ پزشکی دانشگاه تولوز به تحصیل مشغول شد. در ۱۳۱۲ به عنوان کارورز افتخاری در بیمارستان‌های براکویل که در آن زمان توسط دکتر دید اداره می‌شد کارآموزی کرد و زیر نظر همان استاد، پایان‌نامه خود را دربارهٔ ضعف نیروی حیاتی و افکار هذیانی نوشت و آن را در ۱۳۱۴ با کسب نمره ممتاز، از تصویب هیئت داوران پایان‌نامه گذراند. در سال‌های ۱۳۱۴ و ۱۳۱۵ در کلاس‌های روان‌شناسی و روان‌شناسی مرضی به کارآموزی پرداخت و همچنین در بخش بیماری‌های اعصاب بیمارستان سنت آن (به فرانسوی: Centre hospitalier Sainte-Anne)، نزد پروفسور کلود و دکتر گیرو به عنوان کارورز موقتی کار کرد و کلاس مالاریالوژی را نزد پروفسور برومپت گذراند. 

در سال ۱۳۱۶ پس از گرفتن تخصص روان‌پزشکی به ایران بازگشت و ابتدا در سمت پزشک در تیمارستان تهران و بعد به عنوان معاون فنی تیمارستان مشغول به کار شد. در سال ۱۳۱۸ پروفسور شارل ابرلن به ریاست دانشکده علوم پزشکی دانشگاه تهران منصوب شد. او علاوه بر شکل‌دادن کرسی‌های مختلف در دانشکده پزشکی، کرسی بیماری‌های روانی را نیز ایجاد کرد و استادی آن را به حسین رضاعی سپرد. اما با وجود ایجاد کرسی مربوط به این رشته، چون بخش روانپزشکی عملاً وجود خارجی نداشت و دانشکده پزشکی دستیار روانپزشکی نمی‌گرفت، حسین رضاعی به ناچار تنها هفته‌ای یک روز به صورت نظری بیماری‌های روانی را برای دانشجویان سال پنجم تدریس می‌کرد. 

وی با همراهی عبدالحسین میرسپاسی که یک سال پس از او از فرانسه به ایران بازگشته بود، بین سال‌های ۱۳۱۷ تا ۱۳۱۹ با سعی و کوشش فراوان تیمارستان تهران را به تدریج وسعت دادند و از این رهگذر وضع بیماران روانی که تا پیش از آن در شرایط ناگواری نگهداری می‌شدند، بهبود بخشیده شد. 

او در سال ۱۳۱۹ «آسایشگاه روانی دکتر رضاعی» را تأسیس کرد، که بعدها بیمارستان روان‌پزشکی رضاعی نامیده شد. در سال ۱۳۲۴ جهت تکمیل مطالعات علمی به لبنان، فرانسه و سویس مسافرت کرد و در پاریس به عضویت انجمن طبی و روانی (به فرانسوی: Société psychanalytique de Paris) نایل شد. در سال ۱۳۲۵ در کنگره بیماری‌های عصبی و روانی فرانسه و کشورهای فرانسوی‌زبان شرکت و موضوعی تازه تحت عنوان نوسان نیروی حیاتی را به بحث گذاشت که در گزارش کنگره و مجموعه سالیانه انجمن طبی و روانی به درج رسیده‌است. سپس در سال ۱۳۲۹ در دومین کنگره بین‌المللی جرم‌شناسی و اولین کنگره بین‌المللی امراض روحی شرکت کرد. رضاعی در این زمان استاد و رئیس بخش بیماری‌های روانی بیمارستان امام خمینی بود که در آن زمان پهلوی نامیده می‍شد. 

## بیمارستان روان‌پزشکی رضاعی
در سال ۱۳۱۹ «آسایشگاه روانی دکتر رضاعی» را تأسیس کرد، که بعدها به بیمارستان روان‌پزشکی رضاعی تبدیل شد. او زمین بیمارستان را که حدود هفت هزار مترمربع بود، به صورت قطعه قطعه و به مرور زمان خریداری و به بیمارستان اضافه کرد. این آسایشگاه با کامل شدن ساختمان‌ها و تجهیزات و استخدام نیروی انسانی مورد نیاز که تقریباً بیست نفر تخمین زده می‌شود، در ۱۳۲۴ با ظرفیت هشتاد تخت ثابت، به بیمارستان روان‌پزشکی رضاعی تبدیل شد. در قسمت انتهایی این بیمارستان منزل شخصی رضاعی قرار داشت. وی مدیریت داخلی بیمارستان روان‌پزشکی رضاعی را به همسرش، آنه دمورگ که ملیت فرانسوی داشت واگذار کرد.

پس از درگذشتش در سال ۱۳۷۲، تمامی امور مربوط به این بیمارستان به فرزندش کیوان رضاعی واگذار شد. 

## بیمارستان روزبه
حسین رضاعی در فروردین ۱۳۲۹ با تلاش فراوان و همراهی عبدالحسین میرسپاسی توانست موافقت دانشکده پزشکی دانشگاه تهران را برای ایجاد بخش آموزشی بیماری‌های روانی بگیرد. این بخش برای اولین بار در کشور به صورت آکادمیک، با سی تخت در بیمارستان امام خمینی تأسیس شد، و سال بعد، در چهارم مهر ۱۳۳۰ به علت کمبود جا به محل فعلی منتقل شد و بیمارستان روزبه نام گرفت. 

## آثار و تالیفات
- رساله در ۱۰۰ صفحه راجع به خطوط معمول در دنیا و میزان تکامل خط فارسی (پاریس سال ۱۳۱۵)
- رساله دکترا به زبان فرانسه راجع به ضعف نیروی حیاتی و افکار هذیانی
- کتاب روان‌شناسی مرضی در ۱۵۰ صفحه، سال ۱۳۲۳، چاپخانه تابان تهران
- کتاب سرشت‌های جنون‌زا در ۱۵۰ صفحه، ۱۳۲۹
- رساله گزنوپاتی به اتفاق دکتر دید در تولوز هنگام تحصیل

همچنین
- مقالات متعدد به فارسی در مجلات طبی درمان، نامه دانشکده، جهان پزشکی، شهریر، شفا در موضوعات مختلف روان‌پزشکی از قبیل شمه‌ای از عقاید فروید، جنسیت، همزاد، تکلم و هوش و احساسات در انسان و حیوان و غیره
- کنفرانس‌های علمی دربارهٔ ابوعلی سینا در کلژ دو فرانس در پاریس و کنفرانس‌های علمی دربارهٔ وراثت - جنون در انجمن دانشوران و کانون هدایت افکار[۶]

## کتاب سرگذشت یک روانپزشک ایرانی
کتاب سرگذشت یک روانپزشک ایرانی، زندگی‌نامه و خاطرات حسین رضاعی‌ست که به دست پسرش کیوان گردآوری در تاریخ ۱۹ مرداد ۱۳۸۳ در تهران منتشر شده‌است. 

در بخشی از این کتاب آمده‌است: 
"رئیس دانشکده پزشکی، سرپرستی بخش روانی(۳۰ تخت) بیمارستان پهلوی را به من واگذار کرده بود. معذالک چون دیگر متخصصین، به علت عدم آگاهی، تحمل حضور بیماران روانی را در بیمارستان نداشتند، نقل و انتقال آنها به محلی جدید در دستور کار قرار گرفت. بدین وسیله باغ بزرگی از املاک دانشکده پزشکی (یک هکتار) واقع در غرب تهران، به عنوان اولین مرکز آموزشی-درمانی روانپزشکی تاسیس (بیمارستان روزبه فعلی) و اداره آن به من محول شد." 